# Una famiglia perfetta
Una famiglia perfetta es una película italiana de 2012 dirigida por Paolo Genovese y protagonizada por Sergio Castellitto, Claudia Gerini, Carolina Crescentini, Marco Giallini, Eugenia Costantini, Eugenio Franceschini, Ilaria Occhini y Francesca Neri. Es un remake de la cinta española Familia (1996), de Fernando León de Aranoa. Obtuvo diversos reconocimientos, entre ellos nominaciones a los premios David de Donatello y Nastro d'argento.

## Sinopsis
Un poderoso hombre de mediana edad sufre por su soledad a pesar de ser millonario. Para las vacaciones de Navidad decide contratar a una compañía de actores para interpretar a la familia perfecta que siempre ha soñado tener. La historia continúa en dos niveles: uno real y otro que sigue un guion, escrito por el protagonista y proporcionado a los actores. Poco a poco ambos niveles se van fusionando: la realidad se inserta en la ficción, y cada papel es continuamente cuestionado, hasta la revelación final que da sentido a toda la historia.

## Reparto
- Sergio Castellitto es Leone
- Claudia Gerini es Carmen
- Carolina Crescentini es Sole
- Marco Giallini es Fortunato
- Ilaria Occhini es Rosa
- Eugenio Franceschini es Pietro
- Eugenia Costantini es Luna
- Francesca Neri es Alicia
- Paolo Calabresi es Manolo
- Sergio Fiorentini es el hombre del cementerio
- Maurizio Mattioli es Almerico Zaniboni